# Обермайерова, Ярослава
Ярослава Обермайерова (чеш. Jaroslava Obermaierová; род. 10 апреля 1946[…], Прага) — чехословацкая и чешская актриса театра и кино.

## Биография
Ярослава Обермайерова родилась 10 апреля 1946 года в чехословацком городе Прага (сейчас в Чехии).
С детства занималась балетом. В 10-летнем возрасте впервые вышла на сцену пражского Национального театра, где танцевала детские партии в оперных и балетных постановках.
Позже увлеклась актёрским делом. Училась на театральном факультете Академии исполнительских искусств в Праге.
Начала сценическую карьеру в Театре Ярослава Прухи в Кладно. В 1970 году перешла в Театр Эмиля Буриана в Праге, где работала до его закрытия в 1991 году. Впоследствии играла в пражском театре «Под Палмовкой».
С 1960-х годов активно снимается в кино. Кроме того, занимается дубляжом — в частности, дублировала на чешский язык персонажей Вупи Голдберг.
Участвует в работе благотворительных фондов, которые поддерживают детей в детских домах.
Была членом Коммунистической партии Чехословакии.

## Творчество
В 1965 году, учась в вузе, дебютировала в кино: снялась в роли Яны в фильме «Созвездие Девы» в смелой эротической сцене. Благодаря этой ленте получила высокую известность.
Среди киноролей Обермайеровой выделяется Бланка — вторая жена главного героя в сериале «Тридцать случаев майора Земана». Кроме того, известны и другие её роли: Лизы в «Молоте ведьм» (1969), медсестры в «Девушке на метле» (1971), профессора Зиковой в «Маречек, подайте мне ручку!» (1976), Вилмы в «А что, если поесть шпината?» (1977), мадам в «Конец поэтов в Чехии» (1993). С 2005 года играет продавщицу и совладелицу пекарни Вилму Никлову в современном сериале «Улица».

## Семья
Была замужем, развелась в 1982 году из-за пристрастия мужа к алкоголю. Есть сын Ярослав.